# Wszystko mi mówi, że mnie ktoś pokochał (piosenka)
Wszystko mi mówi, że mnie ktoś pokochał – piosenka zespołu Skaldowie, skomponowana przez Andrzeja Zielińskiego, ze słowami Wojciecha Młynarskiego.
Piosenkę dla Polskiego Radia Skaldowie nagrali w listopadzie 1967. W grudniu uzyskała ona tytuł Radiowej Piosenki Miesiąca, natomiast w styczniu wyróżniono ją jako Radiową Piosenkę Roku 1967. W połowie 1968 ukazała się na albumie pod takim samym tytułem. Na VI Krajowym Festiwalu Piosenki Polskiej w Opolu w 1968 roku zdobyła wyróżnienie.

## Skład nagrania
- Andrzej Zieliński – fortepian, śpiew
- Jacek Zieliński – śpiew
- Marek Jamrozy – gitara, śpiew
- Tadeusz Gogosz – gitara basowa
- Jerzy Tarsiński – gitara
- Jan Budziaszek – perkusja

### Gościnnie
- Zespół wokalny Alibabki

## Teledysk
W oficjalnym teledysku w roli modelki na motorówce wystąpiła Ewa Szykulska.